# 七鱷屬
七鱷屬（屬名：Heptasuchus）是副鳄形类勞氏鱷科的一屬，生存於三疊紀晚期的北美洲。
化石是在1977年發現於美國懷俄明州的波波阿吉組（Popo Agie Formation）地層，地質年代屬於三疊紀晚期的卡尼階。在1979年，由R.M. Dawley等人所敘述、命名。模式種是H. clarki，屬名在古希臘文意為「七鱷魚」，因為化石發現於1977年。
根據已知化石的重建，顯示七鱷是種大型肉食性動物。相較於其他勞氏鱷科，七鱷的牙齒相當大型。在1997年的一份研究顯示，七鱷的化石可能是個嵌合體，由不同動物的化石所構成。

## 外部連結
- Heptasuchus（页面存档备份，存于） - Paleobiology Database